# William Parsons
William Parsons, 3rd Earl of Rosse (17 de juny de 1800 – 31 d'octubre de 1867), va ser un astrònom angloírlandès que va construir diversos telescopis. El seu telescopi de 72 polzades, del 1845 i que de forma col·loquial es coneix com el "Leviathan of Parsonstown", va ser el telescopi més gran del món, en termes de mida d'obertura, fins al principi del segle xx. Des del 1807 fins a 1841, va rebre el nom de Baron Oxmantown.
Rosse va donar nom a la Nebulosa del Cranc i va intentar resoldre la hipòtesi nebular

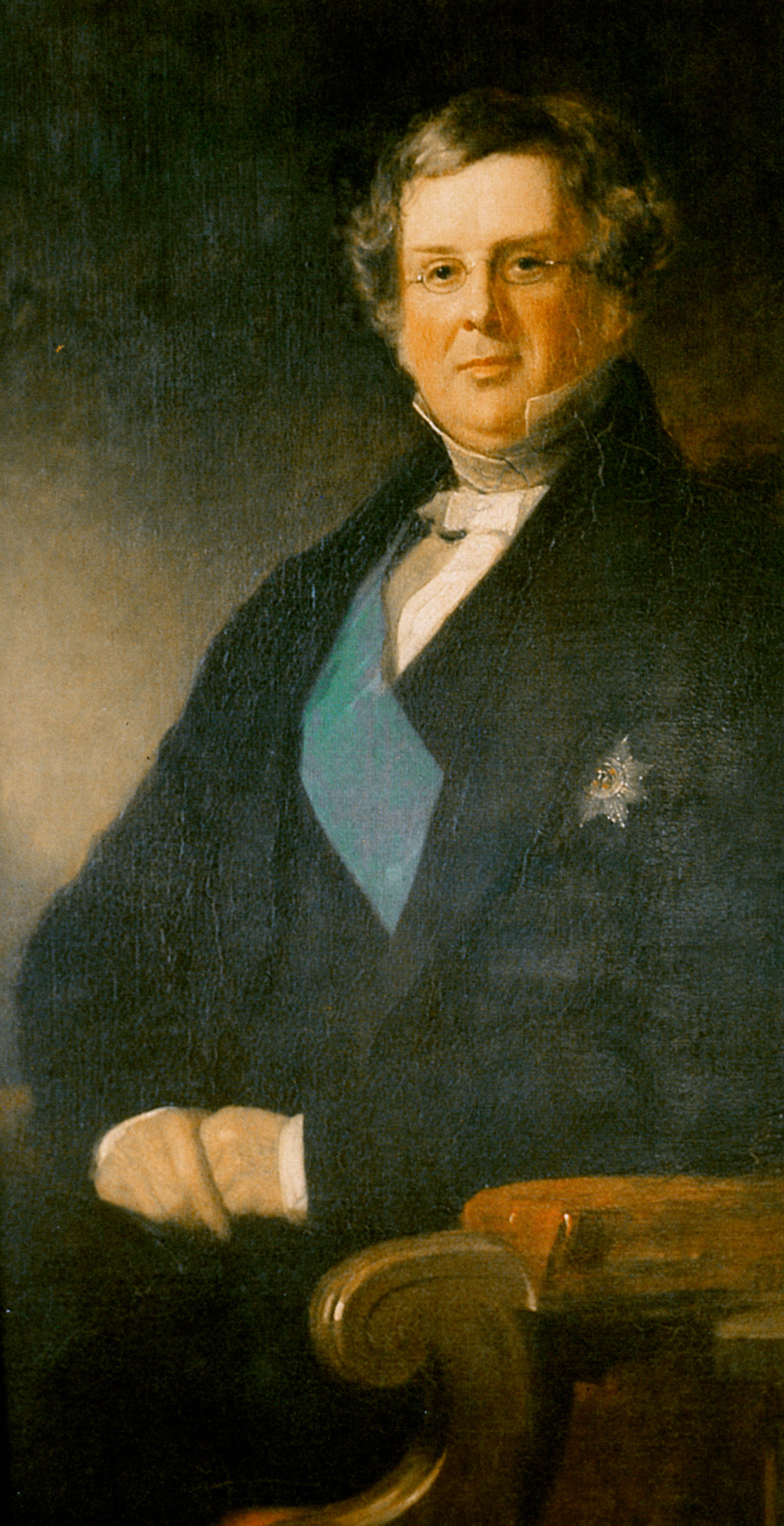
Lord Rosse

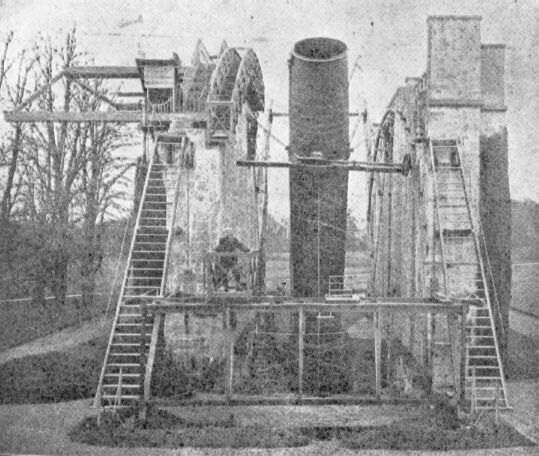
El telescopi, Leviathan of Parsonstown.

## Telescopis de Lord Rosse
- 15-inch (38 cm)
- 24-inch (61 cm)
- 36-inch (91 cm) (o Rosse 3-foot telescope)
- 72-inch (180 cm) (o Rosse 6-foot telescope o "Leviathan of Parsonstown"), començat el 1842 i acabat el 1845.